# 카라칼라
카라칼라(Caracalla, 186년 4월 4일 - 217년 4월 8일)는 정식으로는 안토니누스(Antoninus)라고 알려진 198년에서 217년까지의 로마 황제이다. 세베루스 왕조 출신으로, 셉티미우스 세베루스와 율리아 돔나의 장자였다. 카라칼라(Caracalla)란 본명이 아니라, 켈트족의 전통적인 모자를 뜻하는 황제 자신의 별명이었다. 로마 시민권을 모든 속주민들에게 나눠준다는 '안토니누스 칙령'을 발표했다.

## 생애
로마 제국의 황제로 198년 ~ 211년까지 아버지 셉티미우스 세베루스와 함께 공동 통치를 했다. 황제에 오른 때 아우구스투스라는 칭호를 받았다. 하지만 동생 게타와의 경쟁이 심했는데 211년 아버지 셉티미우스 세베루스가 브리타니아 원정 중 잉글랜드 요크 지방에서 죽고 게타가 드디어 로마 제국의 2인자에서 1인자로 오르면서 경쟁이 더 심화되었다.
결국 아버지가 죽은 지 1년 만인 212년 2월에 카라칼라는 게타를 어머니가 보는 앞에서 살해하고 단독 황제로 올랐다. 이때 안토니누스 칙령을 발표해 모든 속주민에게 시민권을 부여했으나 후에 로마의 재정 문제에 크나큰 타격을 주었다.
213년 북부 지역을 순찰하며 게르마니아 방벽을 완성했고 215년 10만 명 정도의 병력을 이끌고 파르티아 원정을 떠났으나 볼로가세스 5세가 자신의 요구 사항을 들어줌으로써 명분을 잃고 중단되었다. 이후 알렉산드리아에 머물던 중 소요 사태를 진압하고 주민들을 학살하기도 했다.
216년 볼로가세스가 아르타바누스에게 살해되자 다시 군사를 이끌고 파르티아군을 밀어붙였다. 이때 카라칼라가 파르티아 공주에게 청혼을 하는 사건이 일어나자 원로원까지 반카라칼라 진영으로 돌변했다. 카라칼라의 예측할 수 없는 행동에 의심을 품은 병사들은 마크리누스에게 이를 호소하기에 이르렀고 결국 217년 4월 카라칼라는 자신을 경호하던 백인대장의 형을 죽인 것이 원인이 되어 메소포타미아 카레 근처의 신전에서 암살당했다.

## 업적
로마 제국의 모든 자유민에게 로마 시민권을 주었다. 로마 제국의 모든 자유민에게 로마 시민권을 준 정책은 세수 충원을 원활하게 했을 뿐 아니라, 그전부터 제국에 인력과 세수에 많은 기여를 하던 속주민에게 새로운 자긍심을 심어주어 제국 일체화에 공헌하였다.

## 같이 보기
- 로마 황제 연대표